# Hoffmann-Werke Lintorf

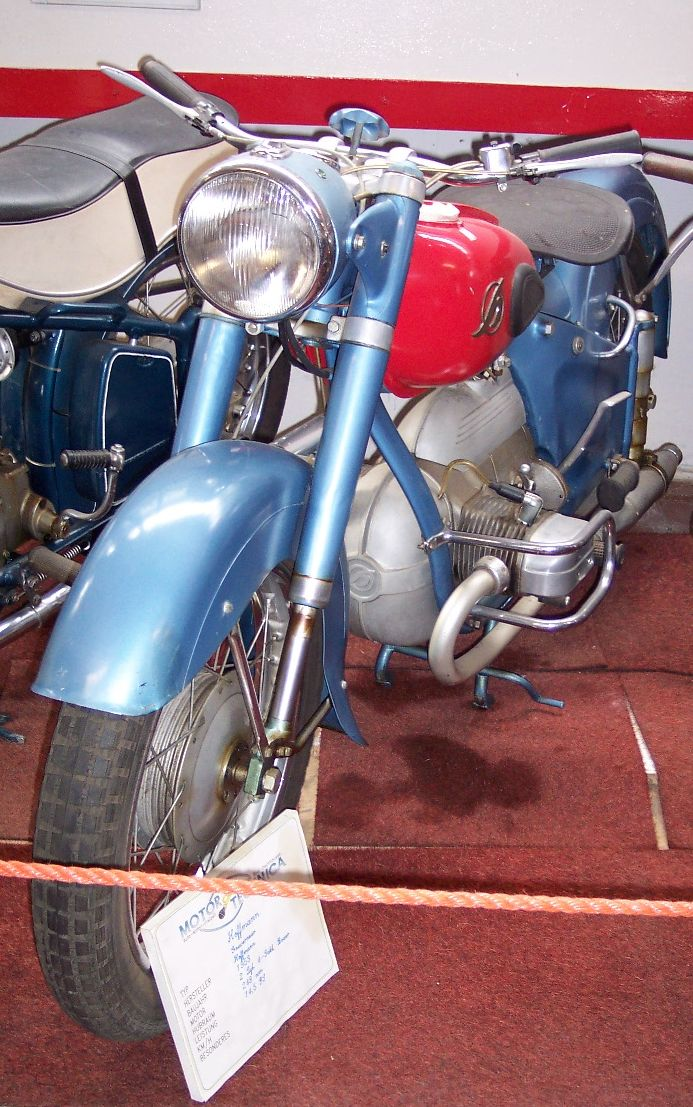
Hoffmann Gouverneur

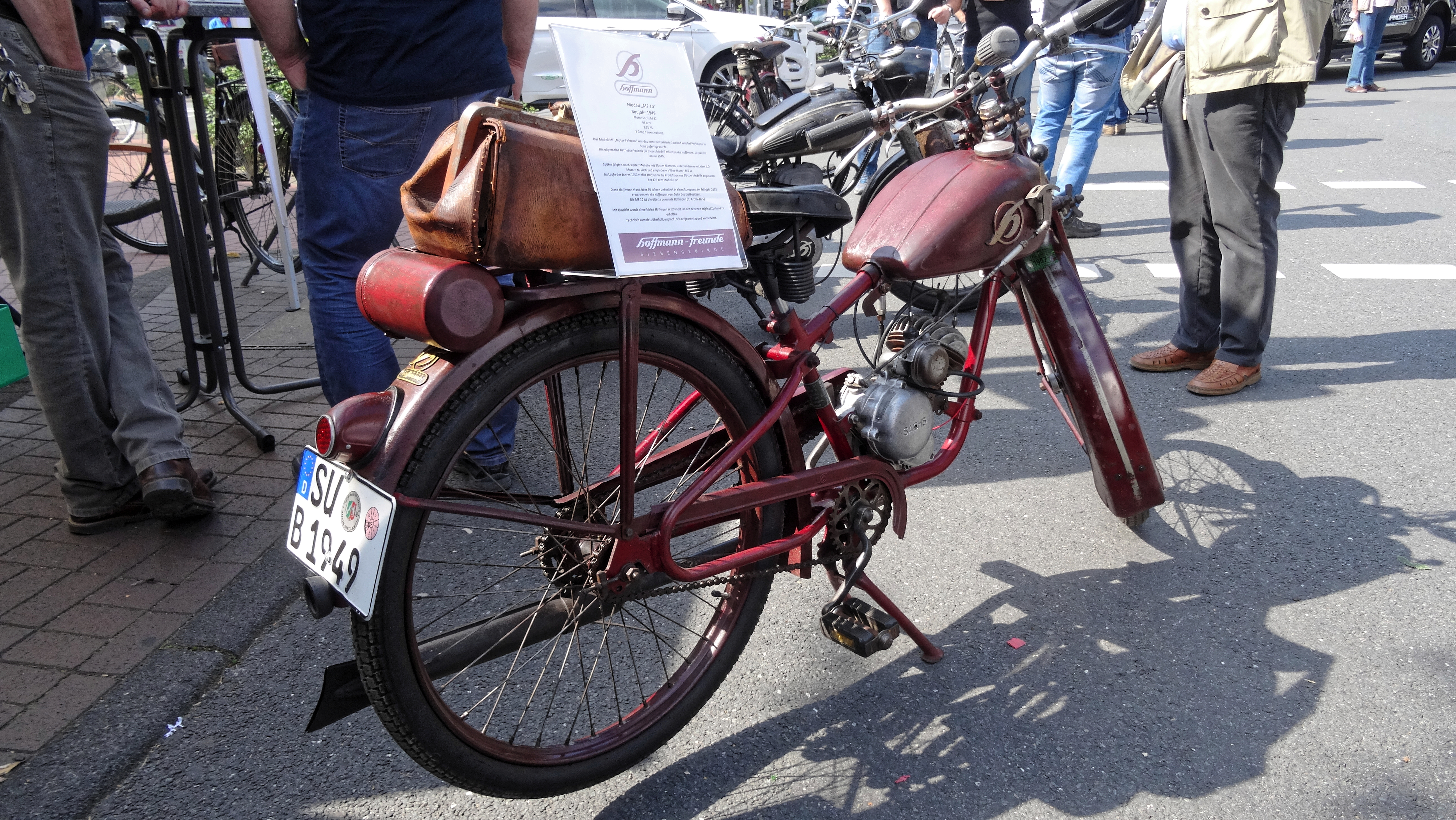
Motorfahrrad MF10

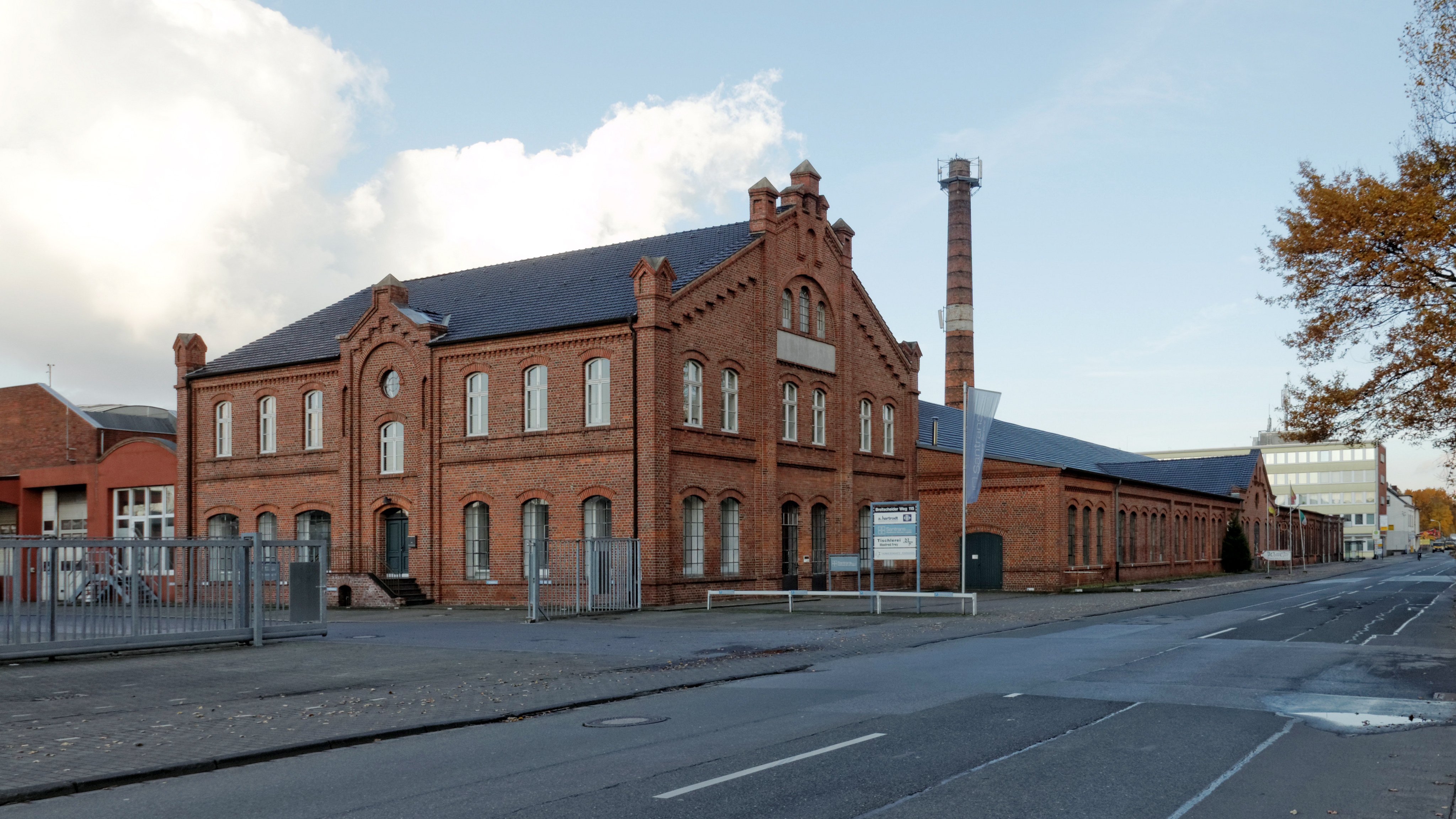
Werksgebäude 2012

Die Hoffmann-Werke Lintorf waren ein Fahrzeughersteller und Fabrikant für Rüstungsgüter in Ratingen bzw. bis 1974 in Lintorf im Kreis Mettmann.

## Motorräder
Jakob Oswald Hoffmann (* 13. März 1896 in Düsseldorf; † 1972)  produzierte Fahrräder und ab 1949 auf dem 1945 erworbenen Werksareal in Lintorf zusätzlich Motorräder von 98 cm³ bis 250 cm³ mit ILO-Motoren, zuvor bis 123 cm³ auch mit Fichtel-&-Sachs-Motoren, sowie in Lizenz die damals schon berühmten Vespa-Roller.
Bekannt wurde Hoffmann mit einer aufwendigen Neukonstruktion, der Hoffmann Gouverneur. Das Motorrad, konstruiert von Richard Küchen, zeichnete sich durch seine glatte Linienführung aus. Es war eine Maschine mit Zweizylinder-Viertakt-Boxermotor (248 cm³, 11 PS bei 4600/min), Kettengetriebe und Kardanantrieb, die anfangs unter erheblichen technischen Schwierigkeiten litt, wie viele Neuerscheinungen der damaligen Zeit. Die glatten Flächen des Motors ergaben zwar ein äußerlich elegantes Aussehen, brachten jedoch thermische Schwierigkeiten mit sich. Zahlreiche weitere konstruktive Mängel führten zu häufigen Reklamationen, die das Image der Marke beschädigten.
Mit der überarbeiteten Gouverneur MP 250-2 und der neuen, aus dem gleichen Baukasten entstandenen S 300 mit 17 PS bei 6000/min mit 61 mm Bohrung und 51 mm Hub kamen 1953/54 serientaugliche Motoren auf den Markt, bei denen jedoch ebenfalls noch zugunsten einer äußerlich eleganten Erscheinung funktionstechnische Nachteile erkauft wurden, etwa bei der sehr knapp bemessenen Ölwanne.
Weitere Merkmale der Gouverneur-Modelle: Teleskopgabel mit 130 mm Federweg (vorn), Geradwegfederung (hinten), 4-Gang-Kettengetriebe, abschließbarer Werkzeugkasten, Leerlaufanzeige, 160-mm-Scheinwerfer mit Spiegelverstellung, Bremstrommeln mit 180 mm Durchmesser, Seitenwagenanschluss, Preis: 2350 DM für das 250er Modell (Tragatsch).
Aufgrund der kurzen Bauzeit (1953–1955) wurden von der Hoffmann Gouverneur nur 3 430 Exemplare gebaut, von der S 300 (ab 1954) waren es nur 780 Stück.

## Auto-Kabine 250
Gleichzeitig versuchte man, mit einem eigenen Kleinwagen auf dem Markt zu erscheinen. Versuche, von Iso eine Lizenz zu erhalten, scheiterten. Hoffmann kopierte daraufhin den italienischen Kleinwagen, wobei er jedoch die patentierte Vordertür mit dem Lenkradschwenkmechnismus wegließ. Die „Hoffmann Auto-Kabine 250“ hatte nur eine Tür auf der Beifahrerseite. Es kam zu Rechtsstreitigkeiten mit BMW, dem offiziellen Lizenznehmer von Iso, die Hoffmann verlor, und so wurden 1954/55 nur etwas über 100 Hoffmann-Kabinen zu einem Stückpreis von 2900 DM hergestellt. Eine andere Quelle gibt 113 produzierte Fahrzeuge im Jahr 1955 und 34 im Folgejahr an.
Die vierrädrige 350 kg schwere Hoffmann-Kabine hat 1650 mm Radstand und vorn 1250 mm Spurweite. Um auf ein Ausgleichsgetriebe zu verzichten, ist die hintere Spurweite auf 520 mm begrenzt. Für den Antrieb wurde der vom Motorrad Gouverneur bekannte 250-Kubikzentimeter-Boxermotor übernommen und mit einer regelbaren Gebläsekühlung versehen. Mit 12,5 PS (ca. 9,2 kW) bei 5400/min werden über 80 km/h Höchstgeschwindigkeit und 28 % Steigfähigkeit erreicht. Das vom Zweispeichenlenkrad aus zu schaltende Vierganggetriebe hat einen Rückwärtsgang. Das Drehmoment wird vom Getriebe über eine kurze Kardanwelle an die Hinterachse übertragen; die Reifengröße ist 4,50 - 10; die Bremsanlage wird hydraulisch betätigt. Die Sitzbank ist für zwei Erwachsene und ein Kind vorgesehen. Dahinter liegt ein Gepäckraum (oberhalb des Motors). Für den Export war eine zweitürige Version vorgesehen.

## Motorroller
In den Jahren 1950 bis 1954 wurden etwa 50.000–60.000 Vespa-Motorroller bei Hoffmann produziert. Diese Vespas zählen derzeit zu den in Deutschland meistgesuchten Vespa-Exemplaren. Hoffmann hatte die Vespa eigenmächtig weiterentwickelt und mit der „Königin“ eine vielgelobte Version geschaffen, die von vielen für besser als das Original eingeschätzt wurde. Dies führte zu Lizenzstreitigkeiten mit Piaggio. Dieser Streit sowie die technischen Mängel der Motorräder führten im November 1954 zu einem Vergleich mit Anschlusskonkurs.
Später wurde das Unternehmen von der Diehl-Gruppe weitergeführt und produzierte bis Dezember 1991 Rüstungsgüter wie Patronenkästen, Gurtglieder, Übungsbomben und Laderahmen. Aufgrund der veränderten weltpolitischen Lage ab 1990 und dem damit verbundenen Auftragsrückgang entschied sich die Konzernleitung, den Standort zum 31. Dezember 1991 zu schließen. Die Gebäude auf dem ehemaligen Firmengelände stehen zum Teil unter Denkmalschutz und werden nun anderweitig gewerblich genutzt.